# Open Borders: the Science and Ethics of Immigration
Open Borders: the Science and Ethics of Immigration är en facklitterär grafisk roman av Bryan Caplan och Zach Weinersmith. Den publicerades 2019 av First Second.

## Sammanfattning
Boken presenterar ekonomiska och etiska argument för öppna gränser mellan länder i form av en grafisk roman. Det tyder på att de ekonomiska fördelarna med öppna gränser överväger de potentiella nackdelarna. Den motbevisar också vanliga argument mot invandring som den ekonomiska inverkan på lågutbildade infödda arbetare och de kulturella förändringar den orsakar.

## Mottagning
Publishers Weekly berömde Caplans expertis och Weinersmiths konst och skickliga berättande och skrev att kombinationen gav ett övertygande argument. Medan National Review skrev att boken var "rolig att läsa" och välpresenterad, påpekade de också att Caplan inte tog upp några uppenbara motargument mot öppna gränser och förenklade frågan. Boken recenserades också av Booklist och The Economist.